# Juan Mari Arzak

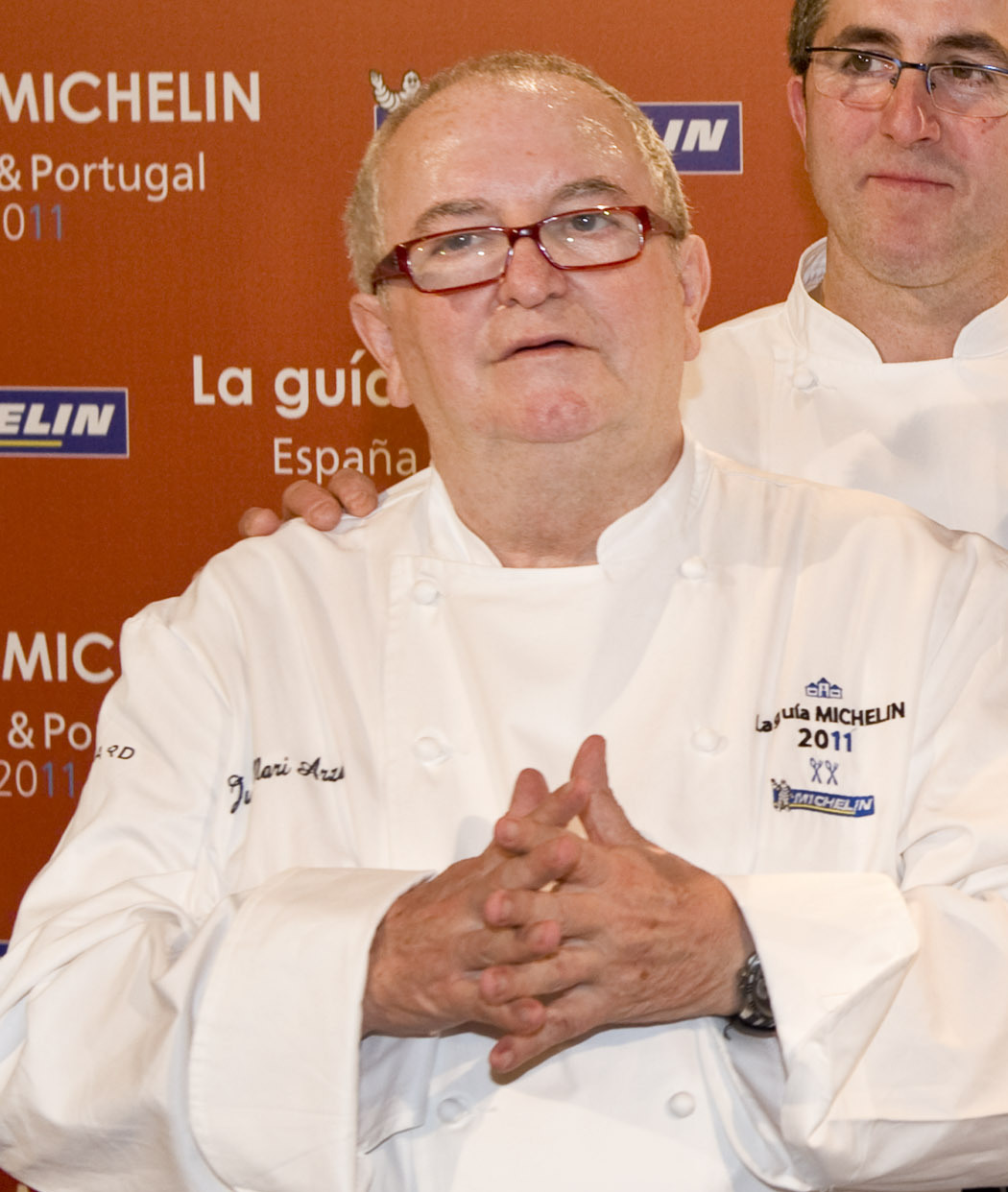
Juan Mari Arzak, 2010

Juan Mari Arzak  (* 31. Juli 1942 in San Sebastián) ist ein spanischer Koch, der für die neue Baskische Küche bekannt ist.

## Biografie
Nach dem Tod seines Vaters 1951 machte seine Mutter aus der Taverne seines Großvaters ein Restaurant, welches er 1966 nach absolvierter Hotelfachschule übernahm. Mit 34 Jahren galt Arzak als bester Koch Spaniens.   Juan Mari Arzak hat mit Maite Espina  zwei Töchter, Marta und Elena. 1994 gründete er in Mexiko-Stadt das Restaurant Tezka. Er führt seit 1995 das Restaurant Arzak in San Sebastián mit seiner Tochter Elena Arzak.

## Stil
Juan Mari Arzak gilt als Pionier der neuen baskischen Küche. Er nennt seinen Stil Autorenküche, regionale Produkte mit fremden Aromen. Im Obergeschoss des Restaurants befindet sich das „Laboratorium“, wo im Jahr ungefähr 50 neue Gerichte entwickelt werden.

## Auszeichnungen
- 1974: Ein Stern im Guide Michelin
- 1977: Zwei Sterne im Guide Michelin
- 1989: Drei Sterne im Guide Michelin
- 2011: „S.Pellegrino Lifetime Achievement Award“ für sein Lebenswerk

## Publikationen
- Juan Mari Arzak, Ferran Adria: Celebrar el milenio con arzak & adria 2000/2001. Ediciones Peninsula (26. November 1999), ISBN 978-84-8307-246-2.
- Juan Mari Arzak:  Arzak, recetas. Bainet Editorial, S.A. (1. März 2004), ISBN 978-84-96177-07-9.
- Juan Mari Arzak: Arzak : bocados. Bainet Editorial, S.A. (1. November 2006), ISBN 978-84-96177-23-9.
- Juan Mari Arzak: Arzak secretos. Bainet Editorial, S.A. (1. November 2009), ISBN 978-84-96177-46-8.
- Juan Mari Arzak:  LA DIVINA COCINA. COCINA INTERNACIONAL EN HD Y 3D. Abantera Ediciones; Auflage: 1 (18. April 2016), ISBN 978-84-16727-34-6.